# Los gemelos Edison
Los gemelos Edison es una serie de televisión canadiense de la CBC en la que dos mellizos Tom y Annie Edison y su hermano menor Paul, se encuentran en situaciones que consiguen resolver gracias a sus conocimientos científicos.
La serie se emitió de 1982 a 1986 en 78 capítulos de 30 minutos. Al final del capítulo salían unos dibujos animados que daban explicación científica de lo que había sucedido en la serie.
En España se emitieron por TVE 1 los miércoles por la tarde, en una franja especializada en series juveniles: "El pequeño vampiro", "Ana, Ciro y compañía", etc (Las 18.30 h).